# Live at the Cota Jazz Festival
Live at the Cota Jazz Festival ist ein Musikalbum von Hal Galper and the Youngbloods. Die am 11. September 2016 auf dem COTA Festival (Celebration of the Arts) in Delaware Water Gap, Pennsylvania, entstandenen Aufnahmen erschienen 2017 auf Origin Records.

## Hintergrund
Bei den Trio-Aufnahmen von Hal Galper zwischen 2006 und 2014 – sechs CDs, alle bis auf eine bei Origin Records erschienen – vertiefte sich der Pianist tief in die „Rubato“-Form. Insgesamt – von Agents of Change (Fabola Records) aus dem Jahr 2006 bis O’s Time (Origin Records) aus dem Jahr 2014 – stellt die gesamte Serie ein fokussiertes Projekt dar, das für die Zuhörer das Klaviertrio-Format neu definieren sollte, notierte Dan McClenegan. Bei Live at the Cota Jazz Festival spielte Galper mit einer neuen Gruppe, den Youngbloods, bestehend aus einer neuen Generation von Musikern, die Galper zunächst als Lehrer am Purchase Conservatory kennengelernt hatte, der Bassist Dean Torrey und der Schlagzeuger David Frazie. Hinzu kam der Saxophonist Nathan Bellott.

## Titelliste
- Hal Galper and the Youngbloods: Live at the Cota Jazz Festival (Origin Records 82738)[2]

1. Speak with a Single Voice 17:40
2. O’s Time 11:08
3. Goodbye (Gordon Jenkins) 14:22
4. Scufflin’ 14:48

Wenn nicht anders vermerkt, stammen die Kompositionen von Hal Galper.

## Rezeption
Falls Galpers Schützlinge Probleme hatten, sich an das Rubato-Spiel zu gewöhnen – einen Stil, in dem Takt, Tempo und Melodie sehr flexibel sind –, lasse man es sich nicht anmerken, meinte Dan McClenaghan in All About Jazz. Auf vier ausgedehnten, gestaltbaren Stücken – drei Galper-Kompositionen und Gordon Jenkins’ „Goodbye“ aus dem Great American Songbook – würde die Gruppe der Abenteurer mit Galpers ausgedehntem Klavierspiel wandeln und dabei oft in individualistische Strudel geraten. Dean Torrey und David Frazier würden chaotische Rhythmuslandschaften erschaffen, während die Hinzufügung einer weiteren melodischen Stimme zu Galpers Trio-Konzept – in diesem Fall der Altsaxophonist Nathan Bellott – neue Wege durch ein labyrinthisches Pfadsystem eröffne. Bellotts Ton sei herb, erinnere an Jackie McLean, sein Ansatz selbstbewusst bis zur Kühnheit. Jazz lebe von Kühnheit, und mittendrin würde Hal Galper sein Konzept der überraschenden Rubato-Klavierkunst vorantreiben, und sei auch nach all den Jahren noch innovativ.